# Сасанівка
Сасані́вка — село в Україні, у Грицівській селищній громаді Шепетівського району Хмельницької області. Населення становить 402 особи.

## Географія
Село розташоване на правому березі річки Хомори.

## Історія
Датою заснування села Сасанівка вважається – 1387 рік. За свідченнями старожилів теперішнє село Сасанівка називалось Соснівка. Перші поселенці назвали село Соснівка тому, що на тому місці, де поселилися люди ріс сосновий ліс[джерело?].
У 1906 році село Лабунської волості Ізяславського повіту Волинської губернії. Відстань від повітового міста 40 верст, від волості 8. Дворів 89, мешканців 515.
Село постраждало в часи Голодомору 1932—1933 років, за різними даними, померло до 40 осіб.

## Населення

### Мова
Розподіл населення за рідною мовою за даними перепису 2001 року:
| Мова       | Кількість | Відсоток |
| ---------- | --------- | -------- |
| українська | 392       | 97.51%   |
| російська  | 9         | 2.24%    |
| білоруська | 1         | 0.25%    |
| Усього     | 402       | 100%     |

## Символіка
Затверджена 26 березня 2021 року рішенням № 14 IV сесії селищної ради VIII скликання. Автори — В. М. Напиткін, К. М. Богатов. Символіка означає походження назви від слова «сосна», а також розташування села серед соснових лісів.

### Герб
Щит перетятий підвищено соснопагоноподібно на зелене і срібне поля. У першій частині три золотих соснових шишки в балку, в другій — три зелених соснових пагони, два і один. Щит вписаний у декоративний картуш і увінчаний золотою сільською короною. Унизу картуша напис «САСАНІВКА».

### Прапор
Квадратне полотнище складається з двох горизонтальних рівновеликих смуг — зеленої і білої, розділених соснопагоноподібно. На верхній смузі три жовтих соснових шишки в горизонтальний ряд, на нижній три зелених соснових пагони в горизонтальний ряд.